# Jo’el Razwozow
Jo’el Razwozow (hebr.: יוֹאֵל רַזְבוֹזוֹב; ang.: Yoel Razvozov, ur. jako Konstantin Razwozow (ros.: Константин Развозов) 5 lipca 1980 w Birobidżanie) – izraelski judoka, działacz sportowy i polityk. Olimpijczyk, dwukrotny srebrny medalista mistrzostw Europy. Poseł do Knesetu od 2013.

## Życiorys
Urodził się 5 lipca 1980 w Birobidżanie w ZSRR. W wieku 11 lat wraz z rodziną wyemigrował do Izraela.
W 2004 reprezentował Izrael na turnieju judo podczas Igrzysk w Atenach w 2004 roku. W tym samym roku zdobył srebrny medal w kategorii do 73 kg na Mistrzostwach Europy w Judo w Bukareszcie. Rok później na mistrzostwach w Rotterdamie ponownie zdobył srebro. Był członkiem zarządu Izraelskiego Komitetu Olimpijskiego
W wyborach w 2013 po raz pierwszy został wybrany posłem z listy partii Jest Przyszłość. W 2015 ponownie zdobył mandat poselski. W wyborach w kwietniu 2019 uzyskał reelekcję z koalicyjnej listy Niebiesko-Biali.
Ma dwie córki. Mieszka w Netanji.